# Associazione Sportiva Forlì 1934-1935
Questa voce raccoglie le informazioni riguardanti l'Associazione Sportiva Forlì nelle competizioni ufficiali della stagione 1934-1935.

## Rosa
| N. |                   | Ruolo | Calciatore          |
| -- | ----------------- | ----- | ------------------- |
|    | Italia (bandiera) | C     | Alvaro Bentivogli   |
|    | Italia (bandiera) | D     | Alessandro Calanchi |
|    | Italia (bandiera) | P     | Luigi Canestri      |
|    | Italia (bandiera) | A     | Nino Cogolli        |
|    | Italia (bandiera) | C     | Eolo Gardelli       |
|    | Italia (bandiera) | D     | Tonino Gramellini   |
|    | Italia (bandiera) | A     | Luigi Lazzarini     |
|    | Italia (bandiera) | C     | Macrelli            |
|    | Italia (bandiera) | A     | Dante Mangelli      |
|    | Italia (bandiera) | C     | Mario Malaguti      |

| N. |                   | Ruolo | Calciatore         |
| -- | ----------------- | ----- | ------------------ |
|    | Italia (bandiera) | A     | Gino Marchina      |
|    | Italia (bandiera) | A     | Mercatali          |
|    | Italia (bandiera) | C     | Guido Monti        |
|    | Italia (bandiera) | A     | Guglielmo Ortolani |
|    | Italia (bandiera) | D     | Quadrelli          |
|    | Italia (bandiera) | A     | Furio Romualdi     |
|    | Italia (bandiera) | A     | Rossetti           |
|    | Italia (bandiera) | A     | Alfredo Rustignoli |
|    | Italia (bandiera) | D     | Andrea Scaccini    |
|    | Italia (bandiera) | D     | Stelio Varoli      |